# 波多利亞尼 (舊西尼亞瓦區)
49°37′19″N 27°44′24″E / 49.62194°N 27.74000°E
波多利亞尼（烏克蘭語：Подоляни）是位於烏克蘭西部的村莊，由赫梅利尼茨基州裡赫梅利尼茨基區的舊西尼亞瓦市鎮負責管轄。該村始建於1394年，面積1.98平方公里，海拔高度276米，2001年人口215。